# فيليب الثاني، كونت نيفير
فيليب الثاني، كونت نيفير (فيلين-إن-دوسموي؛أكتوبر 1389 - 25 أكتوبر 1415؛ أجينكور) هو الابن الأصغر لـ فيليب الجريء ومارغريت الثالثة، كونتيسة فلاندرز.
أصبح أشقائه الكبار جان الجسور دوق بورغندي، بينما أنتوني حصل على برابانت، في حين هو أصبح كونت نيفير في 1405، وريثل في 1407. 

## الزواج والأبناء
- تزوج في سواسون في 9 أبريل 1409 من إيزابيل دي كوسي (توفيت.1411)[6] ابنة إنغوراند السابع، لورد كوسي؛ وأنجبت له:-
  - فيليب (1410 - 1411/بعد.1415)
  - مارغريت (12/1411-1411)
- ثم تزوج مرة أخرى، في بومونت-إن-أرتوا في 20 يونيو 1413 من بون من أرتوا ابنة فيليب من أرتوا، كونت أو؛[6] وأنجبت له:-
  - شارل الأول، كونت نيفير (1414-1464).[6]
  - جان الثاني، كونت نيفير (قبل.1415 - 1491).[6]

أيضا لديه أربعة أبناء غير شرعيين من قبل عشيقات مختلفات.
على الرغم من موقف شقيقه الأكبر جان الجسور المتشدد ورفضه تقديم المساعدة لجيش الملكي في مواجهة الغزو الإنجليزي بقيادة هنري الخامس بحيث تشابكت في معركة أجينكور في عام 1415، وبينما هو وشقيقه الثاني أنتوني كانوا مع الجيش الفرنسي أثناء المعركة، وكلاهما وقُتل في المعركة، خلفه أبنه شارل.